# Beverly Beach
Beverly Beach is een plaats (town) in de Amerikaanse staat Florida, en valt bestuurlijk gezien onder Flagler County.

## Demografie
Bij de volkstelling in 2000 werd het aantal inwoners vastgesteld op 547.
In 2006 is het aantal inwoners door het United States Census Bureau geschat op 307, een daling van 240 (-43,9%).

## Geografie
Volgens het United States Census Bureau beslaat de plaats een oppervlakte van
1,0 km², waarvan 0,9 km² land en 0,1 km² water. Beverly Beach ligt op ongeveer 4 m boven zeeniveau.

## Plaatsen in de nabije omgeving
De onderstaande figuur toont nabijgelegen plaatsen in een straal van 32 km rond Beverly Beach.